# James T. Walsh
James Thomas Walsh (Syracuse, 19 giugno 1947) è un politico statunitense, membro della Camera dei Rappresentanti per lo stato di New York dal 1989 al 2009.

## Biografia
Nato a Syracuse, figlio del politico e deputato William F. Walsh, James studiò alla Saint Bonaventure University e prestò servizio per due anni nei Peace Corps, poi lavorò nel settore delle telecomunicazioni prima di entrare in politica come il padre.
Nel 1978 venne eletto all'interno del consiglio comunale di Syracuse, dove rimase per dieci anni, rivestendone anche il ruolo di presidente.
Nel 1988 si candidò alla Camera dei Rappresentanti come esponente del Partito Repubblicano e riuscì ad essere eletto, per poi essere riconfermato nei successivi anni per altri nove mandati. Nel 2006 vinse di misura contro l'avversario democratico Dan Maffei, il quale due anni dopo, quando Walsh annunciò il proprio addio al Congresso, venne eletto per succedergli.
Durante la sua permanenza alla Camera, Walsh si configurò come un repubblicano di vedute moderate.